# قائمة تطبيقات ويكيبيديا للهاتف
عدد من المؤسسات من ضمنها منظمة ويكيميديا أدرجت تطبيقات الهواتف وذلك من أجل استعمال ويكيبيديا في العديد من الأجهزة وعلى مختلف الأنظمة. كل هذه التطبيقات حرة؛ ممكنة ومناسبة لمتاجر التطبيقات سواء على الأندرويد (متجر جوجل بلاي) أو على نظام الآي أو إس (متجر آب ستور) كذلك على الويندوز 8 (متجر ويندوز) دون نسيان الفايروفكس (السوق التجارية لفايروفكس). وبالتالي يمكنك تحميل أي تطبيق ترغب فيه على أي نظام وذلك بشكل حر ومستقل من خلال مواقع الأنترنيت الخاصة بمؤسسة ويكيميديا، كما أنها توفر نسخ للبيتا.
العديد من المطورين المستقلين قاموا كذلك بخلق برامج وتطبيقات غير رسمية هدفها قراءة مقالات ويكيبيديا، بعض منها ثم تحميله وتثبيته في الموقع الرسمي، وهناك تطبيقات أخرى تَستعمل الميديا ويكي لكنها لا تحتوي على كل عناصر ومكونات ويكيبيديا، كما أنها في الغالب لن تتوفر على بعض التحديثات المستقبلية على غرار التصنيفات وصفحات النقاش وما إلى ذلك.

## التطبيقات الرسمية
تطبيقات ويكيبيديا من مؤسسة ويكيميديا يطلق عليها ويكيبيديا (بالإنجليزية Wikipedia) باستثناء النسخة على نظام الآي أو إس (مثل هواتف الآيفون) والتي يطلق عليها ويكيبيديا موبايل (بالإنجليزية: Wikipedia Mobile)

### ويكيبيديا على الأندرويد
تحديدا في متجر جوجل بلاي :
تطبيقات الأندرويد تم إنشائها وبرمجتها من أجل قراءة المقالات الموجودة على ويكيبيديا مع إمكانية تعديلها، كما أنها مزودة ومجهزة بقائمة من العناوين والمسافات التي تمكن القارئ من الاطلاع على المقالات القريبة من موقع المستخدم، لكنها لا تمكن من رؤية كل المكونات أو صفحات النقاش، هذا ممكن فقط على هواتف إف-درويد (بالإنجليزية: F-Droid)

### ويكيبيديا على الأي أو إس
تحديدا في آب ستور: التطبيقات على نظام آي أو إس أيضا مبرمجة من أجل قراءة مقالات ويكيبيديا فقط، مماثلة ومتجانسة لما تجده على موقع ويكيبيديا الخاص بسطح الهاتف. كما تمكن المستخدمين من مشاركة المقالات من خلال فيسبوك وكذلك مواقع تواصل اجتماعية أخرى. أيضا فهي تمكن المستخدمين من إيجاد المقالات المتعلقة والقريبة من موقعه الجغرافي، كما أنها لا تسمح بإظهار صفحات النقاش وباقي العناصر.

### ويكيبيديا على الويندوز
تحديدا على متجر ويندوز:
نفس الأمر، فالتطبيقات على هذا النظام لا تمكنك من باقي المميزات باستثناء قراءة المقالات والاطلاع عليها، بنفس الطريقة التي تراها على الموقع الرسمي، وعندما يتم استعمالها على بعض الهواتف العاملة بهذا النظام فهي لا تمكنك من رؤية مجموعة من الصور

### ويكيبيديا في الفايروفكس
تحديدا على السوق التجاري لفايروفكس:
تطبيق ويكيبديا على هذا النظام أيضا يمكنك من قراءة المقالات بنفس الطريقة التي تقرأها على الموقع الرسمي، هذه النسخة تتوفر على تحديد قاعدة ويكيبيديا زيرو (بالإنجليزية: basicWikipedia Zero detection) حيث تمكنك من معرفة هل تستعمل هذه الخوادم صبيب الأنترنيت الخاص بك أم لا.

### ويكيميديا السويسرية
ويكيميديا سي آتش (بالإنجليزية: Wikimedia CH) الفصل السويسري من حركة ويكيميديا قام ببرمجة عدد كبير ومهم من التطبيقات الغير متصلة بالأنترنت والتي تمكن بطبيعة الحال من قراءة محتوى ويكيبيديا دون الحاجة إلى صبيب أنترنيت على الهاتف الذكي أو الحاسوب.

## تطبيقات ذات علاقة
عدد من التطبيقات التي ثم إنتاجها من طرف مشاريع شقيقة لويكيبيديا مثل تطبيقات ويكي لحظات تذكارية والذي كتب سنة 2012 وذلك بعد مسابقة أو منافسة الصورة والتي تعد بمثابة مساعدة أو معونة لمصوري ويكي الفوتوغرافيين، حيث تمكن من مشاهدة خريطة من الإرث العالمي، كما أنه من الممكن وبشكل سهل تحميل الصور التي ثم التقاطها من خلال كاميرا الهاتف.
هناك أيضا تطبيقات على آي أو إس والأندرويد الخاصة بويكيميديا كومنز وكذلك تطبيق آخر للأندرويد يخص ويكاموس.

## وصلات خارجية
- تحميل تطبيق ويكيبيديا على نظام هواتف الأندرويد.
- تحميل تطبيق ويكيبيديا على نظام هواتف الويندوز.
- تحميل تطبيق ويكيبيديا على نظام هواتف الآي أو إس.

لا توجد روابط لمواقع التواصل الاجتماعي.